# 皮德利斯齊 (克列梅涅茨區)
50°6′16″N 25°40′59″E / 50.10444°N 25.68306°E
皮德利斯齊（烏克蘭語：Підлісці），是烏克蘭的村落，位於該國西部捷爾諾波爾州，由克列梅涅茨區負責管轄，始建於1825年，面積1.42平方公里，2001年人口992，人口密度每平方公里698.6人。